# 粉豆腐汁
粉豆腐汁(こなどうふじる)は、古くから奈良県などに伝わる日本の仏前料理の一つ。もち米と大豆の粉を7対3の割合で作った細長い団子とナスを入れた味噌汁。秋の彼岸の中日に、仏前に供える。